# Ans Markus

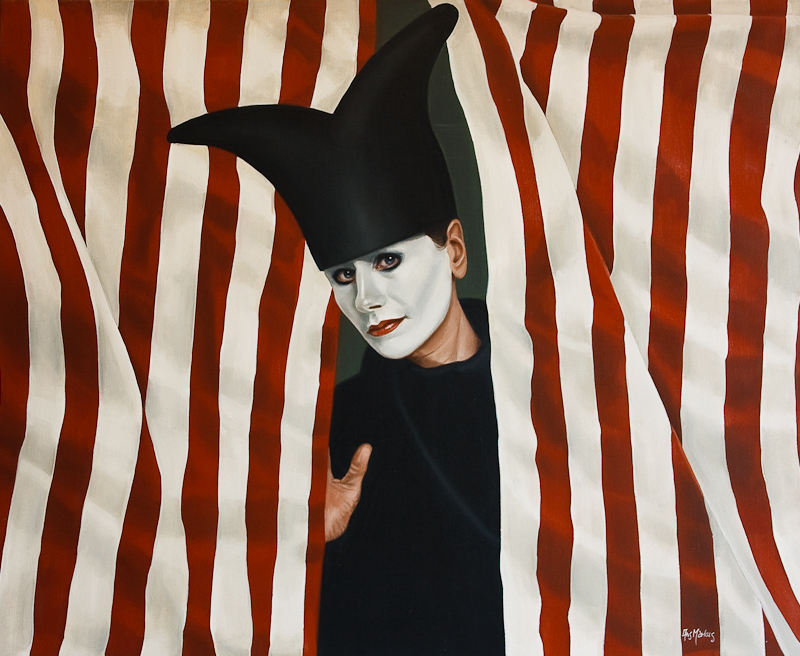
Schilderij van Ans Markus uit de collectie van de ING

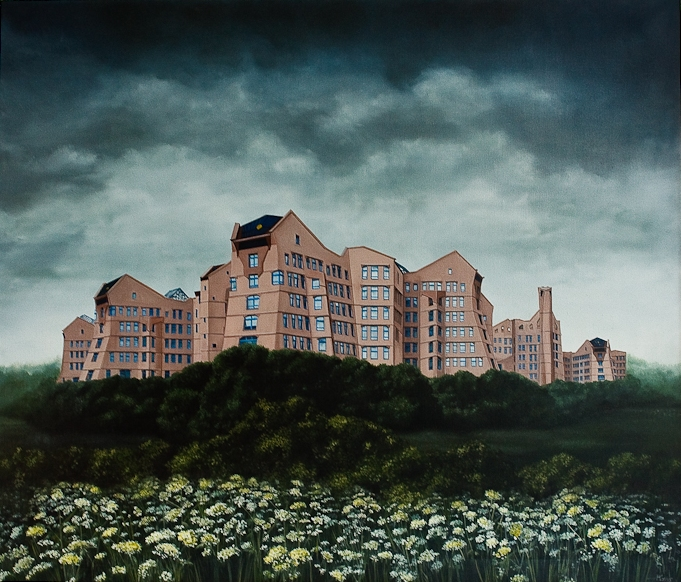
Hoofdkantoor NMB-bank 1987. Olieverf op doek. Gebouw in fantasielandschap met fluitenkruid

Antje Geertje (Ans) Markus (Halfweg, 29 januari 1947) is een Nederlandse kunstschilder. Markus is vooral bekend om haar schilderijen van vrouwen in windsels.

## Biografie
Ans Markus groeide op in een eenvoudig milieu. Haar vader Thomas Markus (1907-1971) was timmerman; haar moeder Antje Vermeer (1912) was huisvrouw, maar deed ook de huishouding bij anderen als aanvulling op het gezinsinkomen. Al in haar vroege jeugd blonk Ans Markus uit in tekenen. Tijdens haar middelbare schoolopleiding aan het Laurens Janszoon Coster College in Haarlem kreeg zij belangstelling voor mode en wilde zij modetekenaar worden.
In 1964 verhuisde het gezin naar Geertruidenberg. Ze maakte daardoor haar schoolopleiding niet af en ging werken op het kantoor van het betonbedrijf waar haar vader bedrijfsleider werd, Van Baarsen. De broer van Ans, Tom, werd daar later directeur.
Haar ouders vonden een kunstopleiding niet nodig en te kostbaar. In 1967 raakte Ans in verwachting en trouwde met de vader van haar kind. Het echtpaar ging in Tilburg wonen. In 1970 schreef Markus zich in voor een avondcursus anatomietekenen en begon zij ook met schilderen. Met deze beperkte opleiding wordt Markus als autodidact gezien.
Het huwelijk was slecht en voor Ans Markus zelfs traumatisch. Haar echtgenoot maakte zich schuldig aan huiselijk geweld, waardoor het zelfbeeld van Markus schade opliep. Het huwelijk bleef niettemin in stand tot 1977. Kort daarna kreeg zij een relatie met een kunstschilder, die zij had ontmoet in de Tilburgse kunstkring en met wie ze ging samenwonen. Rond 1985 liep ook deze relatie stuk, waarna Markus een van de weinige symbolische schilderijen schilderde waar een man in voorkomt, met de titel ontmoeting. Van de man is alleen de achterkant te zien, terwijl hij een trap oploopt, weg van de vrouw.

## Werk
In 1977 begon Markus met exposeren van haar werk, eerst in lokale galeries, later ook in bekendere galeries. Vanaf halverwege de jaren 80 kwam het grote succes, onder andere doordat werk van Markus op boekomslagen van de schrijfster Marijke Höweler werd gebruikt.
Tussen 1982 en 1988 schilderde Markus het pierrot-thema, figuren aan touwtjes die willoos in een decor staan of hangen.
In 1985 en 1986 exposeerde Markus met Galerie Mokum in New York. Onder invloed van ondernemer en kunstverzamelaar Wybe Tuinman maakte zij kennis met avant-gardistische kunstenaars. Zij schilderde in totaal 27 grote "hommages" aan moderne klassieke kunstschilders, zoals Matisse, Picasso en Klee, waarin zijzelf figureert naast figuren die geïnspireerd zijn op het werk van deze schilders. De eerste opdrachten kwamen vanaf dat moment ook binnen, waaronder een opdracht van de toenmalige NMB-bank om hun nieuwe hoofdkantoor te schilderen (zie afbeelding).
In 1988 verhuisde Markus van Udenhout naar Amsterdam en ging zij samenwonen met Wybe Tuinman. In 1995 opende ze haar eigen atelier en expositieruimte op het Prinseneiland. Haar dochter Sigrid werd vanaf deze periode haar model. Markus bleef ook met dit model schilderijen met windsels of ook wel maskers maken. Haar dochter ging werken op ambassades in het Midden-Oosten, maar kwam regelmatig naar Nederland terug en poseerde dan voor haar moeder.
In de jaren negentig schilderde Markus veel portretten van bekende Nederlanders, zoals Hella - de vrouw van cabaretier Freek de Jonge, de toenmalige minister Jo Ritzen, actrice Anne Wil Blankers en in 1996 de toenmalige koningin Beatrix. Zij verscheen op tv bij programma's van Ivo Niehe, Rik Felderhof en Rémi van der Elzen.
In 1998 verkocht Wybe Tuinman zijn laatste bedrijf en ging hij fulltime aan de gang met het promoten van Ans Markus. Zo kwamen er schilderworkshops voor bedrijven of instellingen, waar tot honderd personen tegelijk aan konden deelnemen.
Ter gelegenheid van haar 25-jarig jubileum als kunstschilder verscheen in 2003 het overzichtsboek Tot op de Huid: 25 jaar schilderkunst van Ans Markus.
De windsels, die voor Markus zelf stonden voor veiligheid, je verstoppen, er niet mogen zijn, werden uiteindelijk afgeworpen. Markus schilderde in 2004 en 2005 een twaalftal schilderijen die de sterrenbeelden tot onderwerp hadden, symbolisch in de vorm van een vrouw weergegeven, die verschillende houdingen aanneemt met de handen en armen. Toen haar moeder achteruit begon te gaan, maakte zij schilderijen met de oude ogen en oude handen van haar moeder als onderwerp. Haar moeder overleed op 101-jarige leeftijd.
Markus is door haar kledingstijl een opvallende verschijning. Ze wordt beschouwd als societyschilder en verschijnt dan ook veelvuldig in de Nederlandse pers. Naast societyschilder is zij vooral de schilder van de gewone mens. Zij maakte enkele sculpturen in koper en schreef twee boekjes over haar moeder: De pijn van oud en Het is goed zo.
Markus werd in 2009 uitgeroepen tot kunstenaar van het jaar.
Sinds enkele jaren maakt Ans Markus ook sculpturen in brons en keramiek.

## Schilderstijl
Markus is autodidact en haar stijl is realistisch en magisch realistisch. Zij schildert altijd met olieverf, hetgeen nodig is voor haar nat-in-nattechniek en de subtiele toonovergangen die nodig zijn voor de realistische weergave van menselijke huid en textiel. Haar werk wordt gerekend tot het nieuwe realisme. Hoewel haar eerste werken geschilderd waren in donkere warme tinten, gebruikte zij later voornamelijk lichte en zachte kleuren, zoals grijzen, huidtinten, warme geelachtige tinten wit en zachte blauwen. Soms als contrast diepzwart. Naast haar werk in opdracht, zoals het NMB-hoofdkantoor, schildert Markus veel allegorische of symbolische voorstellingen. Zij gebruikt vaak een vrouw als onderwerp waarvoor zij zelf als model fungeert, in latere jaren vooral ook haar dochter. Soms worden meerdere vrouwen in één schilderij opgenomen, in gewaden zoals de klassieke drie gratiën. Vaak schildert Markus ook drieluiken met vrouwen in windsels. Mannen komen nauwelijks in het werk voor, met uitzondering van portretten van mannen die in opdracht gemaakt zijn.
De figuren van Markus staan soms in een achtergrond van een fantasielandschap, maar hebben meestal alleen de lucht als achtergrond, of een muur. In een enkel geval schildert zij een vrouw in een interieur, werk dat qua eenzame vervreemding sterk doet denken aan dat van de Amerikaanse kunstschilder Edward Hopper.
De onderwerpen refereren aan de gekwetstheid die Ans Markus ervaart. Zij is vooral bekend geworden door haar schilderijen met in doeken (windsels) gewikkelde vrouwenfiguren. In de latere schilderijen met haar dochter als model, komt een zelfverzekerd vrouwbeeld naar voren, hoewel ook dan nog steeds in windsels of achter een masker. Haar persoon en werk past in een traditie van andere gekwetste en onzekere vrouwen die kunstenaar waren, zoals Frida Kahlo (1907-1954) en Charley Toorop (1891-1955).
Er is ook kritiek op het werk van Markus. Zo noemde feministisch tijdschrift Opzij haar werk "ongebreidelde zelfverheerlijking". Recensente Riet van den Linden noemt veel van de portretten die Markus in opdracht schilderde traditioneel, te gelikt en te braaf.

## Tentoonstellingen (selectie)
- 1985, 1986 - Galerie Mokum, New York
- 1987 - De Bijenkorf, Amsterdam
- 2000, 2002 - Estland
- 2001 - De Kunsthal, Rotterdam
- 16 juni t/m 9 september 2007 - Noordbrabants Museum, 's-Hertogenbosch (overzichtstentoonstelling van Ans Markus)
- 23 januari t/m 17 april 2016 - Museum de Fundatie in Zwolle en Kasteel het Nijenhuis tonen in Heino/Wijhe de dubbelexpositie Als ik jou was met schilderijen, tekeningen en sculpturen van Ans Markus[2]
- 3 oktober 2017 t/m 7 januari 2018 - Museum Jan van der Togt, overzichtstentoonstelling van Ans Markus, als afronding van haar 70e jaar.[6]

## Werk (selectie, portretten)
- John de Mol jr.
- Herman van Veen
- Anne Wil Blankers
- Job Cohen
- Jo Ritzen
- Prinses Beatrix
- Koningin Máxima
- Mensen uit het bedrijfsleven
- Zelfportretten
- Peter Noordanus
- Jeugdportretten van Frida Kahlo, Egon Schiele, Paul Gauguin, Pablo Picasso, Henri Matisse, Amedeo Modigliani, Edward Hopper en Vincent van Gogh.[4]

## Onderscheidingen
- 2010 - Geridderd tot Officier van Oranje Nassau
- 2009 - 2010 - Kunstenaar van het jaar
- 2000 - Gerrit den Braber Muzeprijs

- Bibliothèque nationale de France: cb16156489b (data)
- Gemeinsame Normdatei: 133822001
- International Standard Name Identifier: 0000 0001 1445 1599
- Library of Congress Control Number: n2002025272
- Nederlandse Thesaurus van Auteursnamen: 072188014
- RKD-Nederlands Instituut voor Kunstgeschiedenis: 52730
- Virtual International Authority File: 57814167
- WorldCat: E39PBJcGhpdyMJdJPGbq4pYdcP